# Lucio Gutiérrez Borbúa
Lucio Gutiérrez Borbúa, född 23 mars 1957, är en ecuadoriansk militär och politiker. Han var Ecuadors president mellan 15 januari 2003 och 20 april 2005, då han tvingades avgå.